# Campionati europei di ciclismo su strada - Gara in linea maschile Juniors
La gara in linea maschile Juniors è una delle prove disputate durante i Campionati europei di ciclismo su strada. La prima edizione risale al 2005.

## Albo d'oro
Aggiornato all'edizione 2024.
| Anno | Vincitore                | Secondo             | Terzo                |
| ---- | ------------------------ | ------------------- | -------------------- |
| 2005 | Ivan Rovnyj              | Andrej Solomennikov | Federico Masiero     |
| 2006 | Étienne Pieret           | Thomas Bertolini    | Ronan van Zandbeek   |
| 2007 | Michał Kwiatkowski       | Fabien Taillefer    | Ole Haavardsholm     |
| 2008 | Johan Le Bon             | Luke Rowe           | Piotr Gawroński      |
| 2009 | Luca Wackermann          | Barry Markus        | Arnaud Démare        |
| 2010 | Blaž Bogataj             | Bryan Coquard       | Rafael Reis          |
| 2011 | Pierre-Henri Lecuisinier | Olivier Le Gac      | Loïc Vliegen         |
| 2012 | Alexander Wachter        | Anthony Turgis      | Davide Ballerini     |
| 2013 | Franck Bonnamour         | Élie Gesbert        | Mathias Van Gompel   |
| 2014 | Edoardo Affini           | Jordi Warlop        | Pierre Idjouadiene   |
| 2015 | Alan Banaszek            | Stan Dewulf         | Dennis van der Horst |
| 2016 | Nicolas Malle            | Emilien Jeannière   | Tadej Pogačar        |
| 2017 | Michele Gazzoli          | Søren Wærenskjold   | Niklas Märkl         |
| 2018 | Remco Evenepoel          | Alexandre Balmer    | Carlos Rodríguez     |
| 2019 | Andrij Ponomar           | Maurice Ballerstedt | Andrea Piccolo       |
| 2020 | Kasper Andersen          | Pavel Bittner       | Arnaud De Lie        |
| 2021 | Romain Grégoire          | Per Strand Hagenes  | Lenny Martinez       |
| 2022 | Jan Christen             | Jørgen Nordhagen    | Léo Bisiaux          |
| 2023 | Anže Ravbar              | Matys Grisel        | Žak Eržen            |
| 2024 | Felix Ørn-Kristoff       | Héctor Álvarez      | Paul Seixas          |

## Medagliere
| Pos.   | Nazione       | Oro | Argento | Bronzo | Totale |
| ------ | ------------- | --- | ------- | ------ | ------ |
| 1      | Francia       | 6   | 7       | 5      | 18     |
| 2      | Italia        | 3   | 1       | 3      | 7      |
| 3      | Slovenia      | 2   | 0       | 2      | 4      |
| 4      | Polonia       | 2   | 0       | 1      | 3      |
| 5      | Norvegia      | 1   | 3       | 1      | 4      |
| 6      | Belgio        | 1   | 2       | 3      | 6      |
| 7      | Svizzera      | 1   | 1       | 0      | 2      |
| 7      | Russia        | 1   | 1       | 0      | 2      |
| 9      | Austria       | 1   | 0       | 0      | 1      |
| 9      | Ucraina       | 1   | 0       | 0      | 1      |
| 9      | Danimarca     | 1   | 0       | 0      | 1      |
| 12     | Paesi Bassi   | 0   | 1       | 2      | 3      |
| 13     | Germania      | 0   | 1       | 1      | 2      |
| 13     | Spagna        | 0   | 1       | 1      | 2      |
| 14     | Gran Bretagna | 0   | 1       | 0      | 1      |
| 14     | Rep. Ceca     | 0   | 1       | 0      | 1      |
| 16     | Portogallo    | 0   | 0       | 1      | 1      |
| Totale | Totale        | 20  | 20      | 20     | 60     |